# David Dukes
David Coleman Dukes, född 6 juni 1945 i San Francisco i Kalifornien, död 9 oktober 2000 i Lakewood Washington, var en amerikansk skådespelare. 

## Filmografi i urval
- 1977 - All in the Family (TV-serie)
- 1978 - Three's Company (TV-serie)
- 1979 - Familjen Macahan (TV-serie)
- 1979 - En liten kärlekshistoria
- 1980 - Mannen med ishackan
- 1981 - Bara när jag skrattar
- 1983 - Krigets vindar (TV-serie)
- 1985 - The Twilight Zone (TV-serie)
- 1986 - Alfred Hitchcock presenterar (TV-serie)
- 1988 - Krig och hågkomst (TV-serie)
- 1989 - Gott nytt år! (TV-film)
- 1991 - The Josephine Baker Story (TV-film)
- 1991-1993 - Systrar (TV-serie)
- 1993 - And the Band Played On
- 1996 - Norma Jean & Marilyn (TV-film)
- 1997 - Diagnos mord (TV-serie)
- 1998 - Gods and Monsters
- 1999 - Ally McBeal (TV-serie)
- 1999–2000 – Dawson's Creek (TV-serie)
- 2000 - Law & Order (TV-serie)
- 2001 - The Lot (TV-serie)
- 2002 - Rose Red (miniserie)

## Teater

### Roller
| År   | Roll            | Produktion            | Regi       | Teater                            |
| ---- | --------------- | --------------------- | ---------- | --------------------------------- |
| 1980 | Antonio Salieri | Amadeus Peter Shaffer | Peter Hall | Broadhurst Theatre, New York, USA |